# Ратледж (город, Миннесота)
Ратледж (англ. Rutledge) — город в округе Пайн, штат Миннесота, США. На площади 7,8 км² (7,6 км² — суша, 0,2 км² — вода), согласно переписи 2002 года, проживает 196 человек. Плотность населения  — 25,7 чел./км².
- Телефонный код города — 218
- Почтовый индекс — 55795 (North of Pine River) 55735 (South of Pine River)
- FIPS-код города — 27-56518[1]
- GNIS-идентификатор — 0650434[2]